# Tatce (železniční zastávka)
Tatce jsou železniční zastávka na okraji katastru stejnojmenné obce v okrese Kolín ve Středočeském kraji. V její těsné blízkosti začíná katastr obce Milčice (okres Nymburk), podle níž se zastávka v minulosti nazývala. Zastávka se nachází v km 366,351 trati Praha – Česká Třebová, jejíž úsek Praha–Kolín je v jízdním řádu pro cestující označen číslem 011.
Zastávku obsluhují ve špičkách pracovních dnů spěšné vlaky linky R41 (Praha – Kutná Hora), v ostatních obdobích týdne pak osobní vlaky linky S1 (Praha–Kolín).

## Popis zastávky
Zastávka se nachází v úseku mezi stanicemi Poříčany a Pečky, ve směru k Poříčanům leží poblíž zastávky odbočka Tatce.
Nacházejí se zde dvě nástupiště dlouhá 220 metrů s výškou 550 milimetrů nad temenem kolejnice, u každé z kolejí jedno. Na obou nástupištích stojí přístřešky pro cestující. Jednotlivá nástupiště jsou spojena pomocí přejezdu, který se nachází v těsné blízkosti zastávky.
Na zastávce je od roku 2016 nainstalován informační systém INISS, ovládaný z CDP Praha.

## Galerie

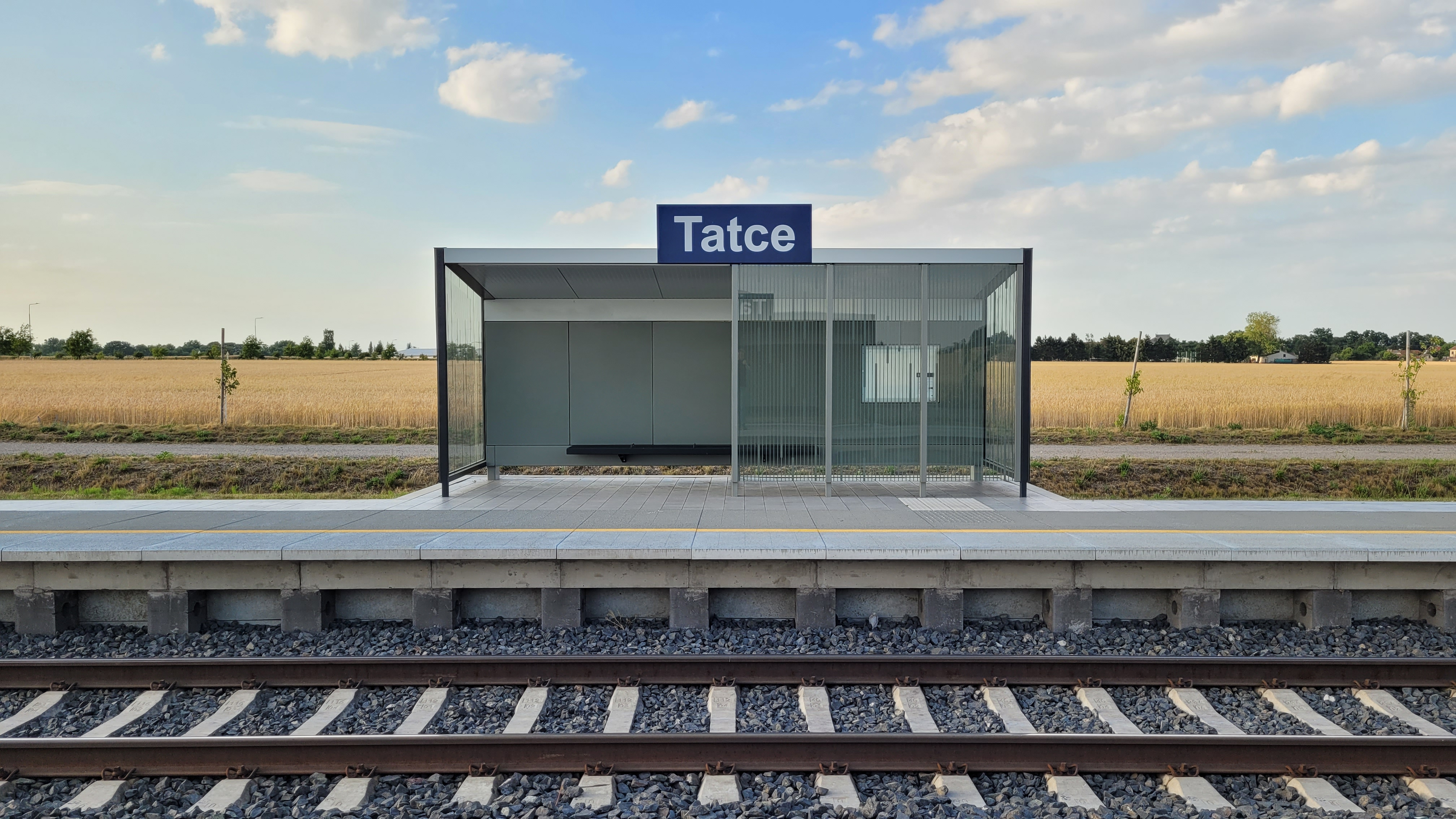
přístřešek pro cestující
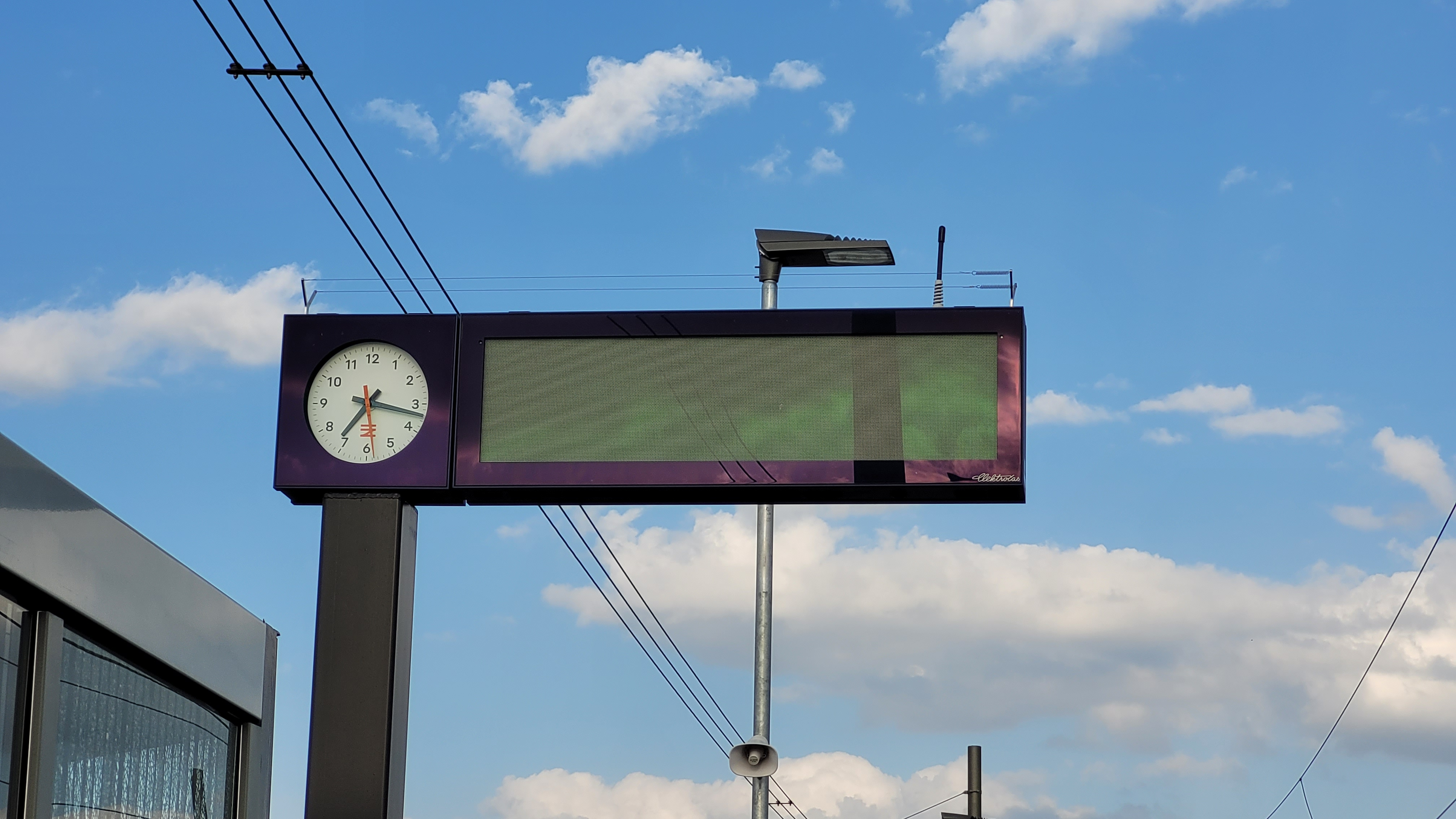
nástupištní tabule informačního systému
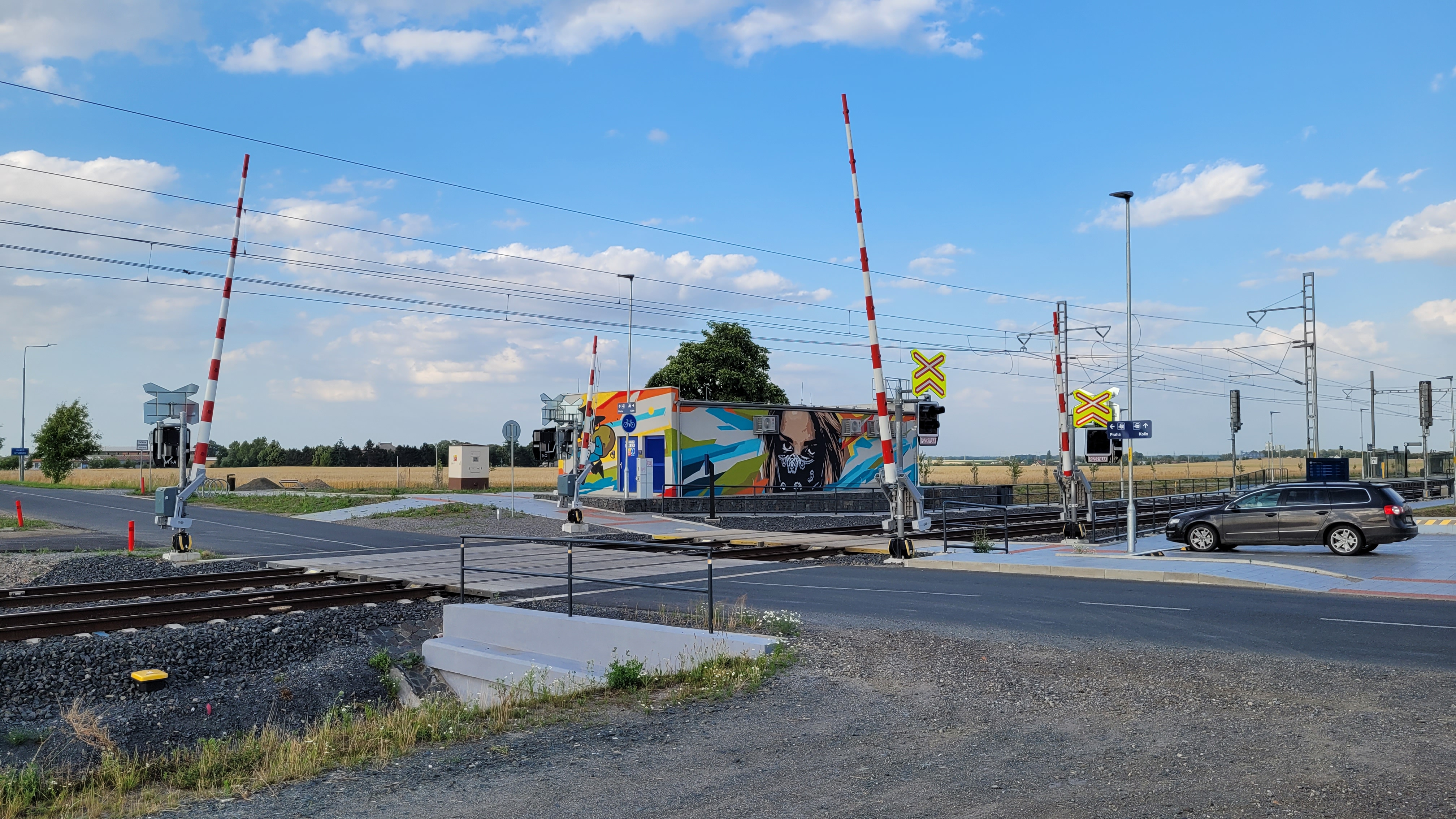
nedaleký železniční přejezd P4931
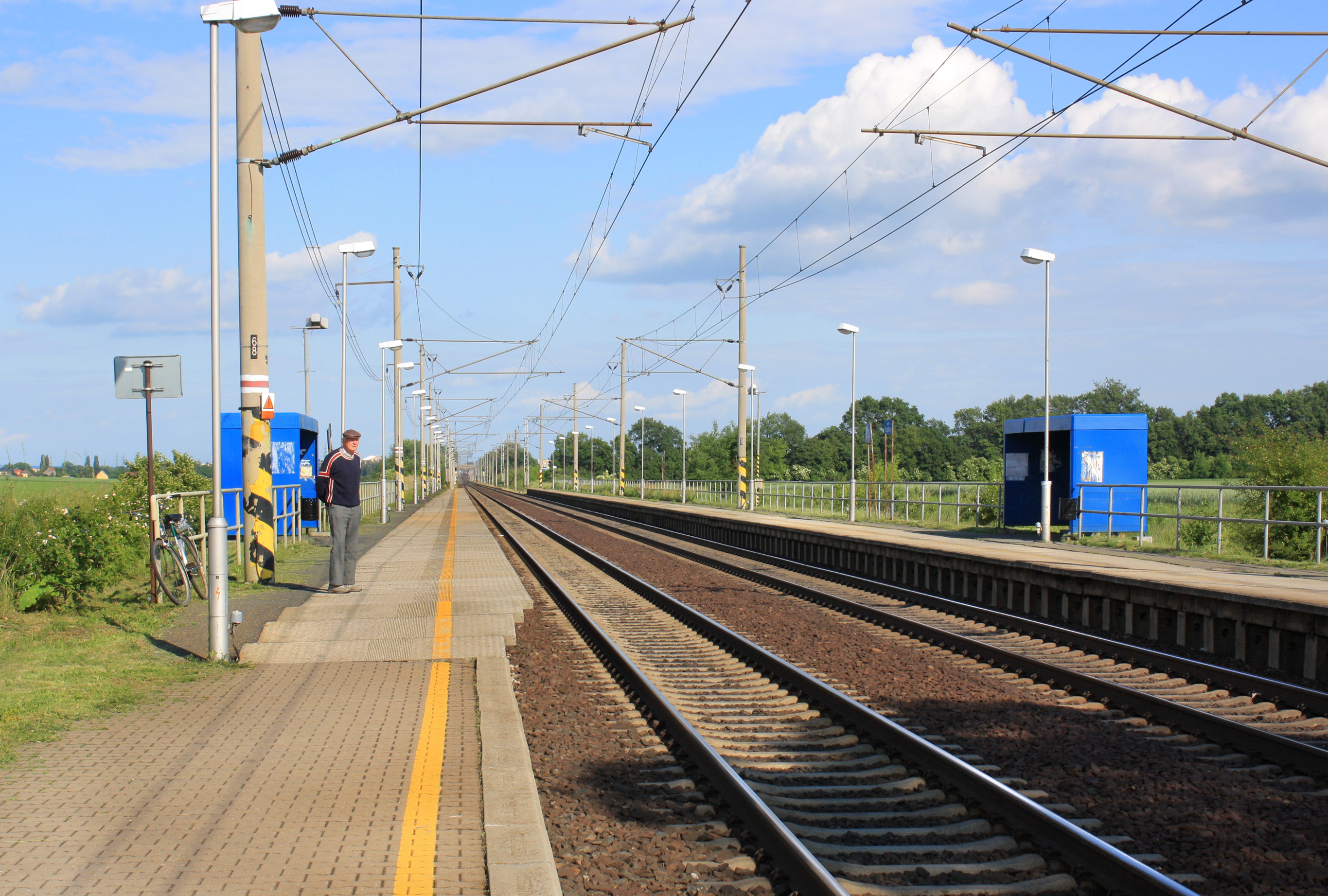
zastávka před rekonstrukcí